# Wardenclyffetornet

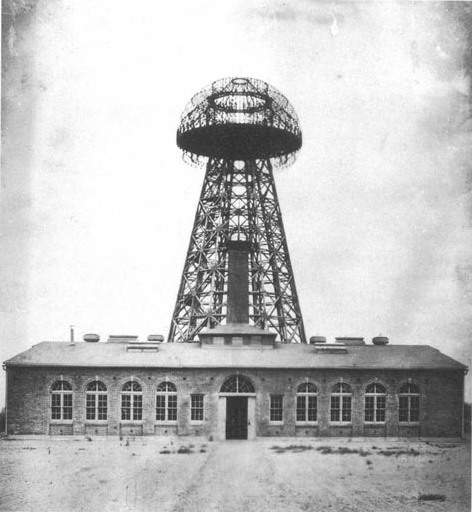
Den ofullbordade anläggningens utseende, 1904.

Wardenclyffetornet (1901–1917), även känt som Teslas torn, var ett tidigt försök till radiosändarstation.
Tornet fick sitt namn efter James S. Warden, en advokat och bankir från västra USA, som hade köpt mark i Shoreham i Suffolk County på Long Island, knappt 100 km från Manhattan i New York. Där skapade han ett utflyktsmål som kallades "Wardenclyffe-On-Sound". Warden hade nämligen visionen, att om man där byggde ett Teslas "World System", skulle det göra att en "radions huvudstad" uppstod. Han erbjöd Tesla ett område bestående av 81 hektar nära en järnväg för att bygga ett teletorn för trådlös överföring jämte en laboratorieanläggning intill.
Nikola Tesla skissade ett torn, och ansåg att man med detta skulle kunna sända telegram, telefonsamtal och t.o.m. bilder tvärs över Atlanten till England och till fartyg. Detta byggde på hans teorier om att hela jordklotet skulle vara en del i överföringen.
Tesla tänkte sig att senare skala upp det hela  för att kunna överföra kraft trådlöst, och därmed kommersiellt kunna konkurrera med Guglielmo Marconi och dennes radiotelegrafsystem.
Den största finansiären var J.P. Morgan, men denne drog sig så småningom ur med motiveringen att det inte fanns någon kortsiktig vinst att göra. När Tesla inte lyckades skaffa medel på annat sätt, blev det ekonomiska problem, och bygget avbröts därför 1906. Anläggningen kunde därmed aldrig sättas i drift.
Som ett försök att sanera Teslas skulder revs tornet 1917 för att säljas som skrot, och egendomen togs i beslag 1922.
Under 50 år användes sedan marken av industri för tillverkning av fotografiprodukter. Åtskilliga nya byggnader uppfördes. Den ursprungliga tomtens 81 hektar hade därvid krympt till 6,5 hektar, men den 29 × 29 meter stora tegelbyggnaden, ritad av Stanford White, fanns fortfarande kvar. Under 1980- och 2000-talen sanerades området från farligt avfall och området såldes för nya ändamål.
Efter en kampanj för att bevara Teslaminnen lyckades man 2013 köpa ett område med avsikten att där skapa ett Nikola Tesla-museum.

## Historia

### Konstruktion

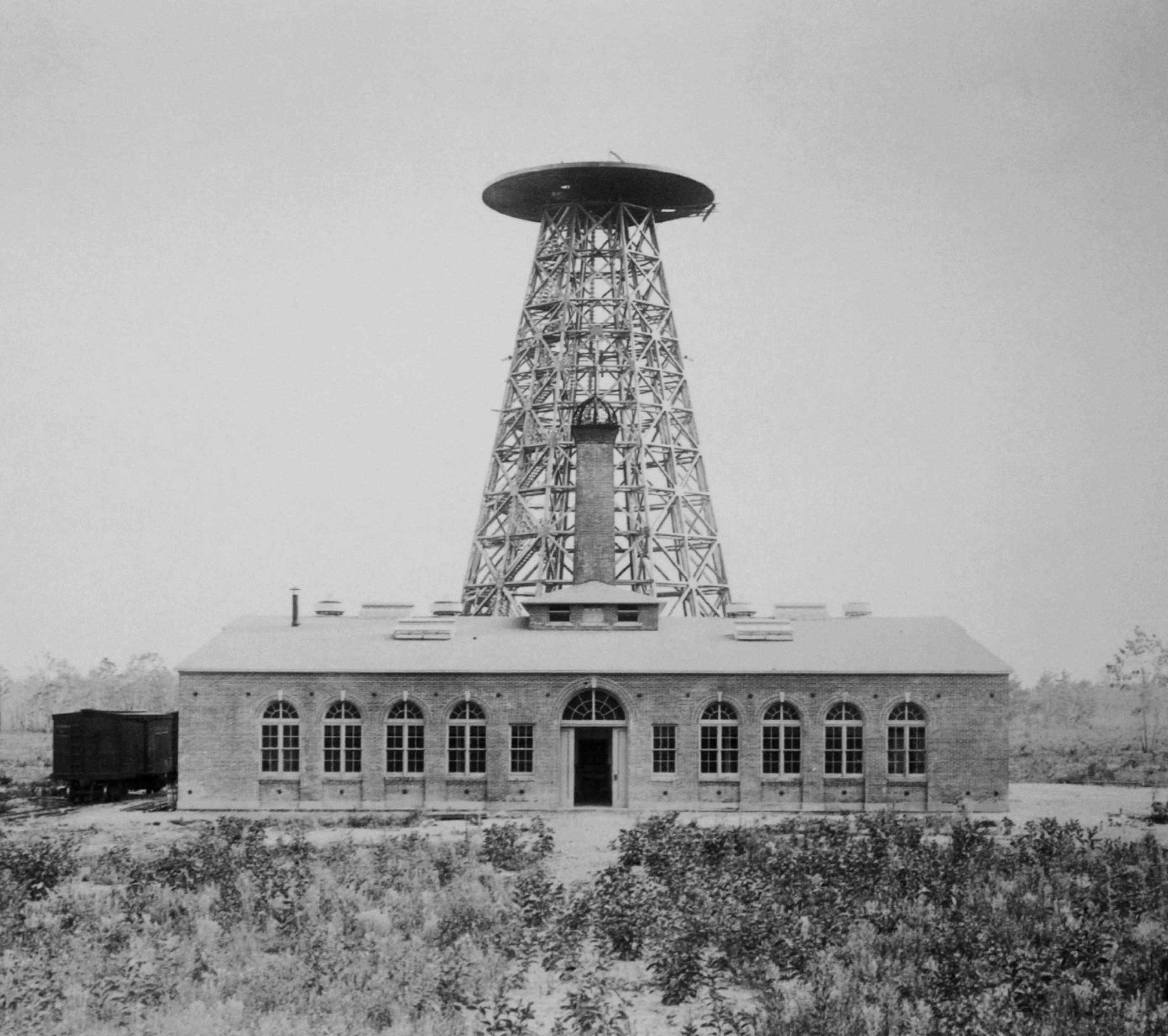
Wardenclyffe under bygget cirka 1902.
Arbetet med den 17 meter stora kupolen hade ännu inte börjat. Bredvid byggnaden kan man se en kolbil parkerad. Med denna anläggning hoppades Tesla kunna demonstrera trådlös överföring av elektrisk energi över Atlanten.

Nikola Tesla började planera Wardenclyffeanläggningen ca. 1898 och år 1901 påbörjades beredandet av mark i närheten av "Wardenclyffe-On-Sound". Arkitekt Stanford White har designat huvudbyggnaden i Wardenclyffeanläggningen. Tornet ritades av WD Crow, en medarbetare till White. Finansieringen av Teslas projekt kom från inflytelserika företagare och andra riskkapitalister. Projektet stöddes ursprungligen från det av J.P. Morgan" som hade investerat  150 000 $ i anläggningen (mer än 3 miljoner $ i 2009 års dollarkurs).
I juni 1902 flyttade Tesla sitt laboratorium och verksamhet från Houston Street till Wardenclyffe. Men 1903 då torn-strukturen var nästan färdig, var det ännu inte i funktion på grund av några konstruktionsändringar i sista minuten. Förutom kommersiell trådlös telekommunikation, ansåg Tesla att tornet kunde användas för att visa hur elektrisk energi kan överföras utan kraftledningar. En historia har uppstått att energiförbrukningen inte kunde mätas och Morgan, som inte kunde förutse någon ekonomisk vinning från att ge el för alla, reagerade. Byggkostnaderna översteg så småningom pengarna från J.P. Morgan och ytterligare finansiärer var tveksamma till att lägga fram mer pengar (Teslas andra stora finansiär var John Jacob Astor).
I juli 1904 beslutade J.P. Morgan och de andra investerarna till sist att de inte skulle ge någon ytterligare finansiering. J.P. Morgans avhopp avskräckte även andra investerare att stå bakom projektet. I maj 1905 gick Teslas patent på växelströmsmotorer och andra metoder för kraftöverföring ut, vilket ledde till stoppade royaltyutbetalningar och orsakade en kraftig minskning av medel till Wardenclyffeanläggningen. I ett försök att hitta alternativ finansiering annonserade Tesla de tjänster som Wardenclyffeanläggningen kunde erbjuda, men han hade föga framgång. Vid den här tiden hade Tesla också ritat Teslaturbinen vid Wardenclyffe och producerat Teslaspolar för försäljning till olika verksamheter.
År 1905, då Tesla inte kunde hitta några fler finansiärer, hade det mesta av anläggningens verksamhet lagts ned. Anställda permitterades år 1906, men delar av byggnaden var i bruk fram till 1907. 1908 stängdes det igen för första gången. Tesla upphandlade en ny inteckning från George C. Boldt, ägare av Waldorf-Astoria. Anläggningen var delvis övergiven omkring 1911 och tornstrukturen hade försämrats. Mellan 1912 och 1915 blev Teslas ekonomi avslöjad och när finansiärerna ville veta hur de skulle återfå sina investeringar kunde inte Tesla ge dem ett tillfredsställande svar. Händelsen gav tidningsrubriker i stil med "Teslas miljondollargalenskap". Anläggningens huvudbyggnad blev uppbruten och vandaliserad vid den här tiden. Kollapsen av Wardenclyffeprojektet kan ha bidragit till det psykiska sammanbrott som Tesla genomled under denna period.
Kopplad till den personliga tragedin Wardenclyffe, var 1895 branden vid 35 South 5th Avenue i New York, i den byggnad som inrymt Teslas laboratorium. I elden förlorade han mycket av sin utrustning, anteckningar och dokument. Detta gav honom ett tillstånd av svår depression.

### Efter Tesla
1915 blev hotellmagnaten George Boldt ägare av Wardenclyffeanläggningen som ersättning för en skuld på $20 000 $ (ungefär 400 000 $ i 2009 års värde). I september 1917, under första världskriget, sprängdes tornet med dynamit på order av USA:s regering. De fruktade att tyska spioner skulle använda det och att det kunde användas som ett landmärke för tyska ubåtar. Tesla var inte i New York under tornets förstörelse. Huvudbyggnaden står kvar än i dag.
George Boldt ville göra fastigheten tillgänglig för försäljning. Den 20 april 1922 förlorade Tesla ett överklagande av domen angående den andra tvångsförsäljningen. Detta hindrade Tesla att vara någon del av den framtida utvecklingen av anläggningen. År 1925 hade egendomen överförts till Walter L. Johnson Brooklyn. Den 6 mars 1939 köpte Plantacres, Inc. anläggningens mark som därefter arrenderade ut den till Peerless Photo Products Inc. AGFA Corporation köpte sedan anläggningen och är dess nuvarande ägaren. De använde anläggningen från 1969 till 1992, då den stängdes. Platsen har sedan sanerats från det avfall som uppkom under fotoprodukttiden. Sanering genomfördes under överinsyn av New York State Department of Environmental Conservation, och betalades av Agfa. De säger sig ha betalat 5 000 000 $ till september 2008 för att städa upp silver och kadmium. 2009 sattes fastigheten ut till försäljning för 1 650 000 $. Agfa har sagt att de kan leverera området helt klart och jämnat med marken..

### Försök till bevarande
Den 14 februari 1967 etablerades den ideella samhällsnyttiga föreningen "Brookhaven Town Historic Trust". Den utsåg Wardenclyffe som en historisk plats och som den första platsen som bevaras genom Trust, den 3 mars 1967. Brookhaven Town Historic Trust upphävdes genom ett beslut den 1 februari 1972. Det fanns aldrig några utnämningar som gjorts efter att rättsutlåtandet mottogs och ärendet hade inte hanterats korrekt från början . Den 7 juli 1976 installerades en minnestavla från Jugoslavien av representanter från Brookhaven National Laboratory  nära ingången av byggnaden. Den lyder:

IN THIS BUILDING

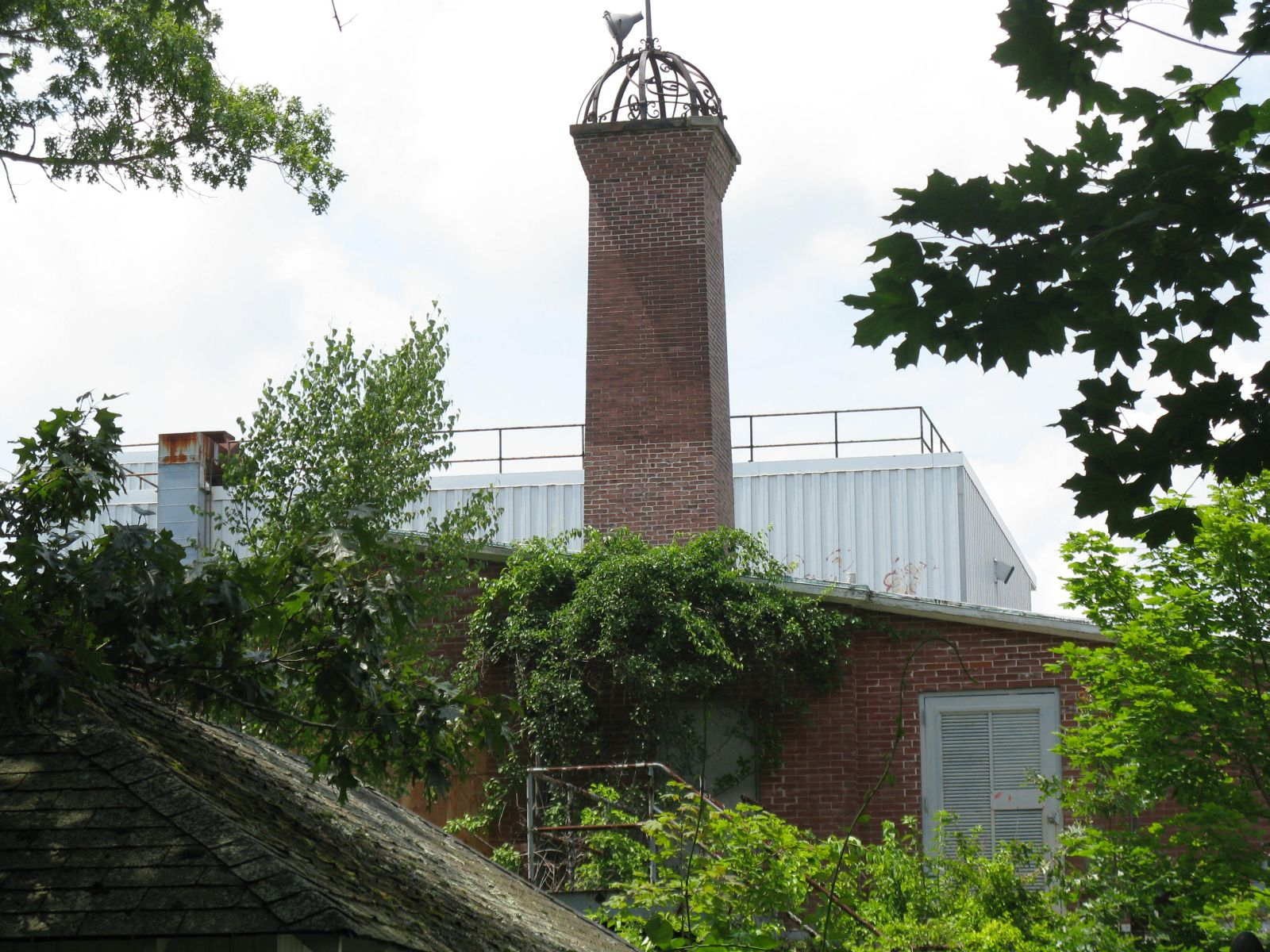
Ruinerna av Wardenclyffe-tornets administrationsbyggnad i Shoreham, New York, juli 2009

DESIGNED BY STANFORD WHITE, ARCHITECT

NIKOLA TESLA

BORN SMILJAN, YUGOSLAVIA 1856—DIED NEW YORK, U.S.A. 1943

CONSTRUCTED IN 1901–1905 WARDENCLYFFE

HUGE RADIO STATION WITH ANTENNA TOWER

187 FEET HIGH /DESTROYED 1917/, WHICH

WAS TO HAVE SERVED AS HIS FIRST WORLD

COMMUNICATIONS SYSTEM.

IN MEMORY OF 120TH ANNIVERSARY OF TESLA'S BIRTH

AND 200TH ANNIVERSARY OF THE U.S.A. INDEPENDENCE

July 10, 1976

```
It reads:
[
10
]
```

Skylten stals från anläggningen i november 2009, en anonym källa erbjöd 2000  $ belöning för den som återbördar skylten till sin rätta plats.
Erkännandet av anläggningen som ett nationellt landmärke väntar på sitt godkännande av den vid tiden nuvarande ägaren.

## Anläggningens ägor

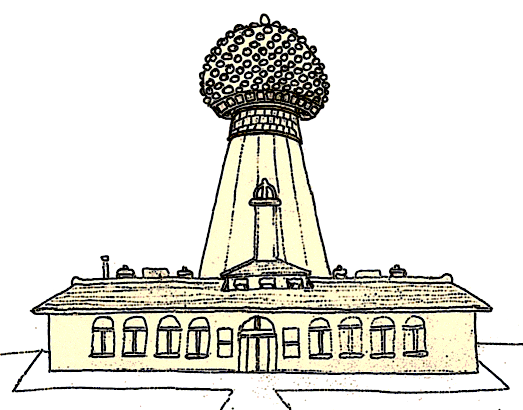
Skiss över hela anläggningen färdigbyggd, inklusive tornet.

Wardenclyffe ligger nära Shorehams postkontor och Shoreham brandstation på Route 25A, Shoreham, Long Island, New York. 
Wardenclyffe var uppdelad i två huvuddelar. Tornet, vilket låg baktill, och huvudbyggnaden. Vid ett tillfälle var anläggningen ca 200 tunnland (0,81 km²), nu är den mindre än 16 tunnland (65 000 m²).
Det trä-inramade tornet var 186 fot (57 m) lång och kupolen 68 fot (20,7 m) i diameter. Den hade en 55-tons halvsfärisk kupol gjord av stål (en del rapporter anser att det var ett bättre ledande material, såsom koppar). Designad av Stanford Whites medarbetare, var strukturen sådan att varje byggnadsdel kunde tas ut om det behövdes och ersättas vid behov. Sändaren i sig drevs av en 200 kilowatt industriell generator (växelström) från Westinghouse.
Huvudbyggnaden utgjorde resten av anläggningen. Det innehöll ett laboratorium, instrument, pannrum, generatorrum och verkstad. Inne i huvudbyggnaden fanns elektromekaniska anordningar, elektriska generatorer, elektriska transformatorer, glasblåsningsutrustning, röntgenenheter, teslaspolar, en fjärrstyrd båt, lådor med glödlampor och rör, ledningar, kablar, bibliotek och kontor. Det byggdes i italiensk renässansstil.

## Den makroskopiska partikelstrålen, en uppfinning
Samtidigt med driften och användandet av Wardenclyffetornet utförde Nikola Tesla arbetet med en uppfinning för en laddad makroskopisk partikelstråle, ett vapen som kallades "Teleforce" på 1930-talet. En "Wardenclyffe"liknande anläggning som inkluderade detta vapen övervägdes av Tesla. Han erbjöd också sin uppfinning till "Westinghouse Electric" i början av 1934. Den erbjöds också till amerikanska krigsministeriet, Storbritannien och Jugoslavien. En skriftlig beskrivning på 17 sidor med titeln "New Art of Projecting Concentrated Non-Dispersive Energy Through Natural Media", som för närvarande finns i Nikola Tesla-museets arkiv i Belgrad. Vapnet utgjordes av en smal ström av laddade makroskopiska kluster av kvicksilver- eller volframatomer som accelererades av hög spänning, som produceras av antingen en stor "Van de Graaff"-generator eller "Tesla Coil".

## Telefunken Station
Efter att han hade övergett Wardenclyffetornet, byggde Tesla också trådlös "Telefunken" på södra stranden av "Long Island". En del av vad han ville uppnå med "Wardenclyffe" uppnåddes istället med "Telefunken". I "West Sayville" i Long Island, New York, har Tesla bidragit till resandet av tre stycken 600-fot (180 m) radiotorn, vilket utgör den västra trådlösa kommunikationsstationen i det Nordamerikansk-Europeiska nätverket.

## Relaterade patent
Nikola Teslas patent
- "Means for Generating Electric Currents,", February 6, 1894
- "Electrical Transformer,", November 2, 1897
- "Method Of Utilizing Radiant Energy,", November 5, 1901
- "Method of Signaling,", March 17, 1903
- "System of Signaling,", April 14, 1903
- "Art of Transmitting Electrical Energy Through the Natural Mediums,", April 18, 1905
- "Apparatus for Transmitting Electrical Energy